# Yazoo (peuple)
La tribu Yazoo était une tribu américaine indigène du inférieur de la rivière Yazoo (Mississippi) qu'elle partageait avec plusieurs autres tribus, la plus importante étant les Tunica (Tonica).
Rien n'est certainement connu au sujet de leur langue, mais elle semble avoir été semblable à celle des Tunica. En 1699 le père Antone Davion, des missions étrangères du séminaire du Québec a réalisé une mission parmi les Tunica et d'autres tribus alliées telles que les Taensa.